# Escut de Colomers
L'escut oficial de Colomers té el següent blasonament:
Escut caironat: d'argent, un colom contornat d'atzur perxat sobre una branca de sinople movent del cantó sinistre de la punta. Per timbre una corona mural de poble.

## Història
Va ser aprovat el 28 de setembre de 1984 i publicat al DOGC el 14 de novembre del mateix any amb el número 485.
El colom damunt la branca d'arbre és un senyal parlant tradicional referent al nom del poble. Està documentat al segle ix com Columbarios amb el sentit de «lloc on es crien coloms».